# Geely Binyue
Der Geely Binyue ist ein SUV des chinesischen Automobilherstellers Geely, das unterhalb des Geely Boyue positioniert ist.

## Geschichte
Das Fahrzeug wurde erstmals auf der Beijing Auto Show im April 2018 als Geely SX11 vorgestellt. Das Serienfahrzeug kam im Oktober 2018 in China in den Handel. Anfang Mai 2019 kündigte Geely eine Plug-in-Hybrid-Version des Binyue an. Sie kam im Frühjahr 2019 in China auf den Markt. Seit März 2020 wird die Baureihe auf dem russischen Markt als Geely Coolray verkauft. Im Juli 2021 präsentierte Geely eine überarbeitete Version der Baureihe. Mit dem Binyue Cool folgte im August 2022 eine weitere Variante, die sich beispielsweise durch durchgängige Rückleuchten vom Basismodell unterscheidet. Seit Herbst 2024 wird das SUV auch in Südosteuropa angeboten.
Der Binyue wird seit 2020 auch von der malaiischen Marke Proton als Proton X50 gebaut. Mit dem Proton X70 bietet der Hersteller bereits eine Version auf Basis des größeren Geely Boyue an.
Seit August 2023 wird das Fahrzeug in Belarus als Belgee X50 vermarktet.

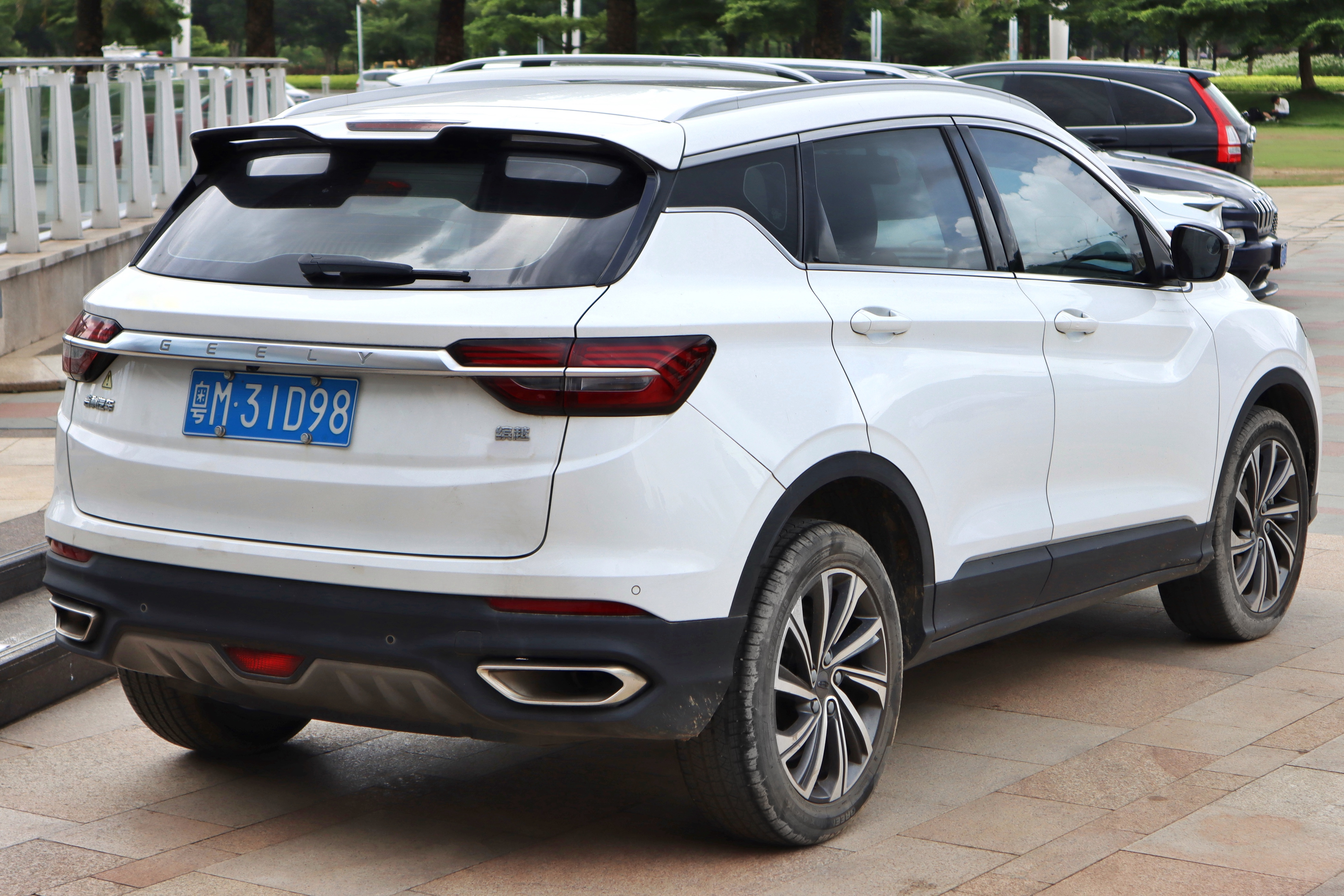
Heckansicht
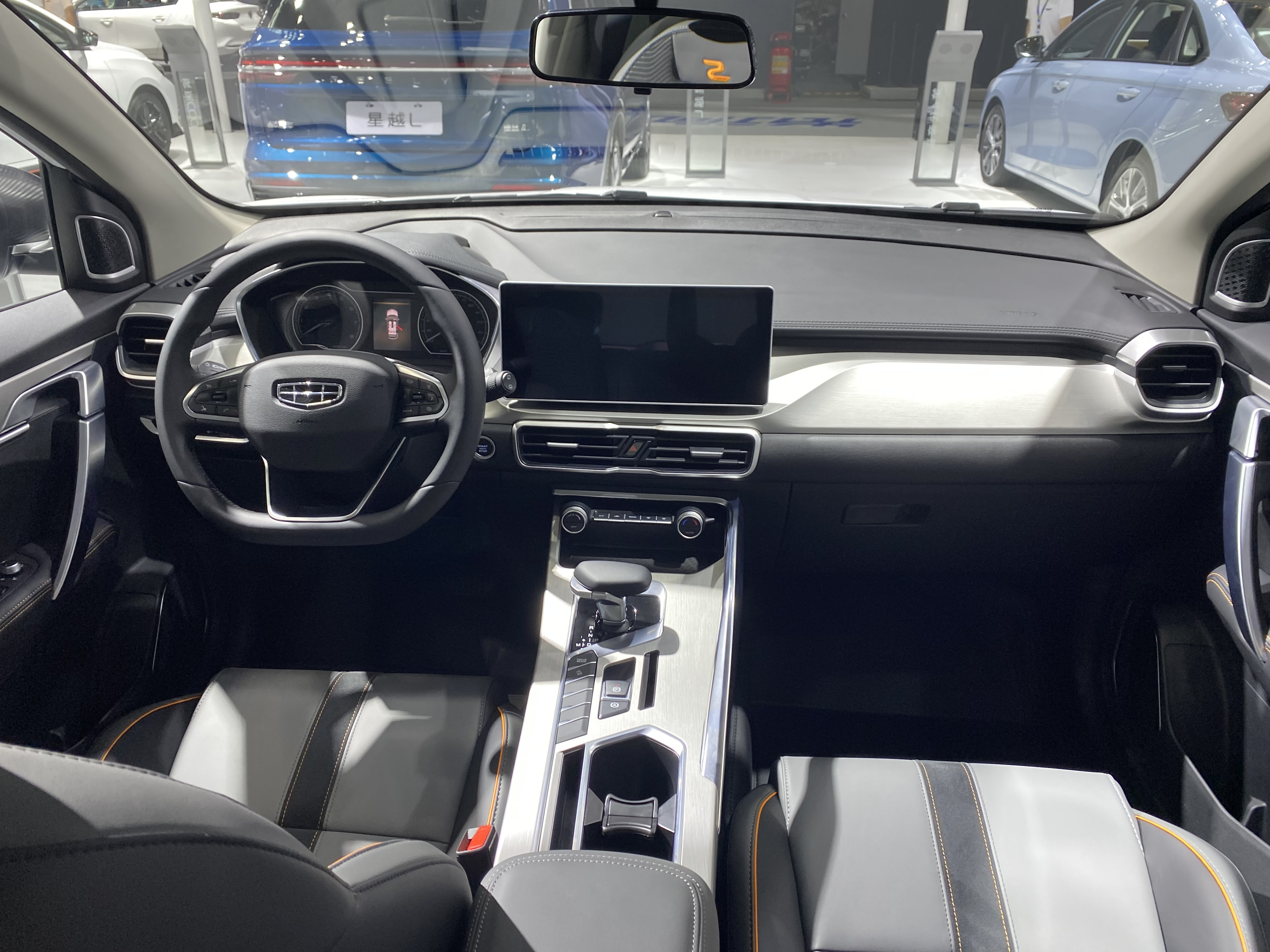
Innenansicht
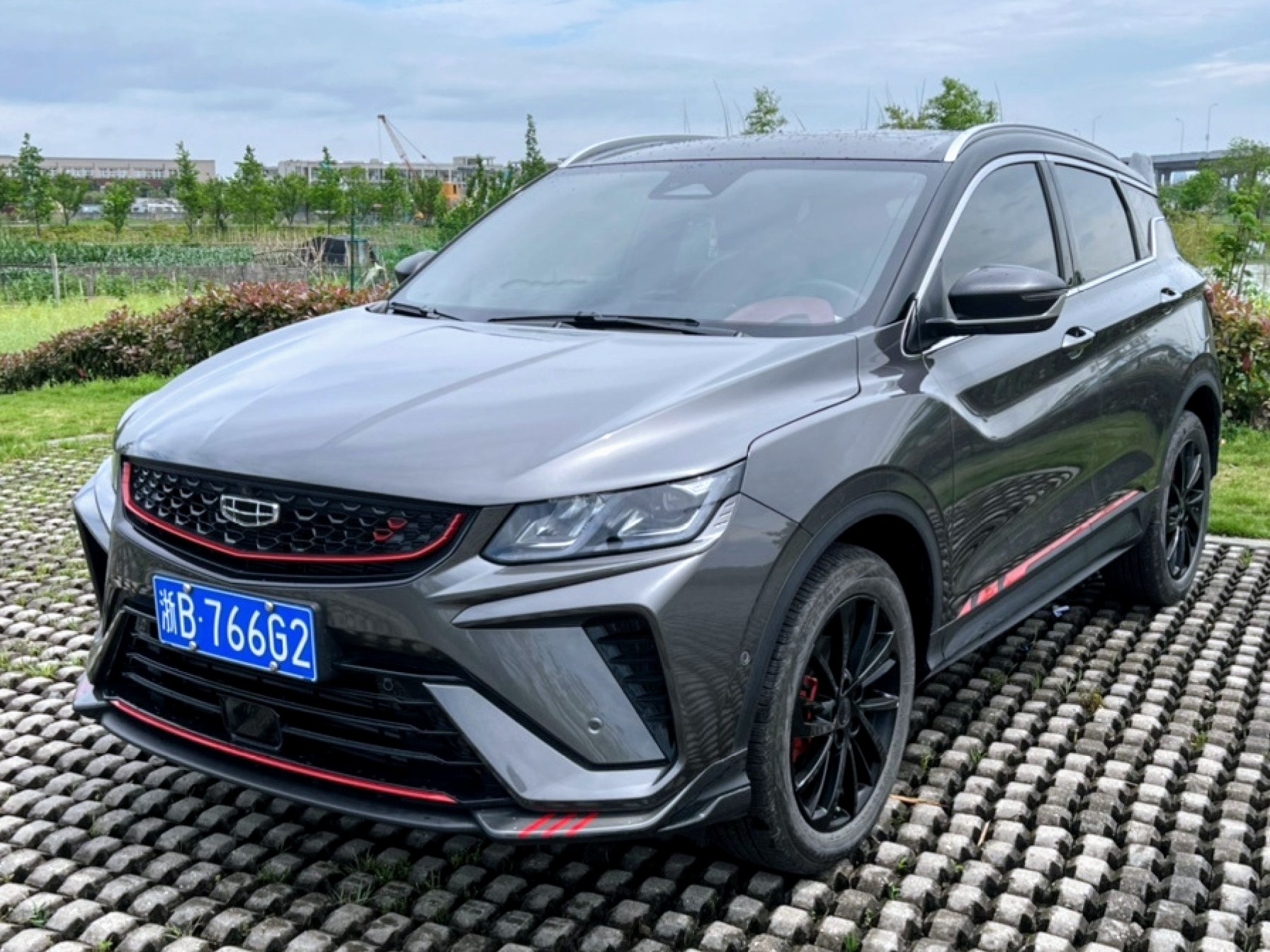
Geely Binyue (seit 2021)
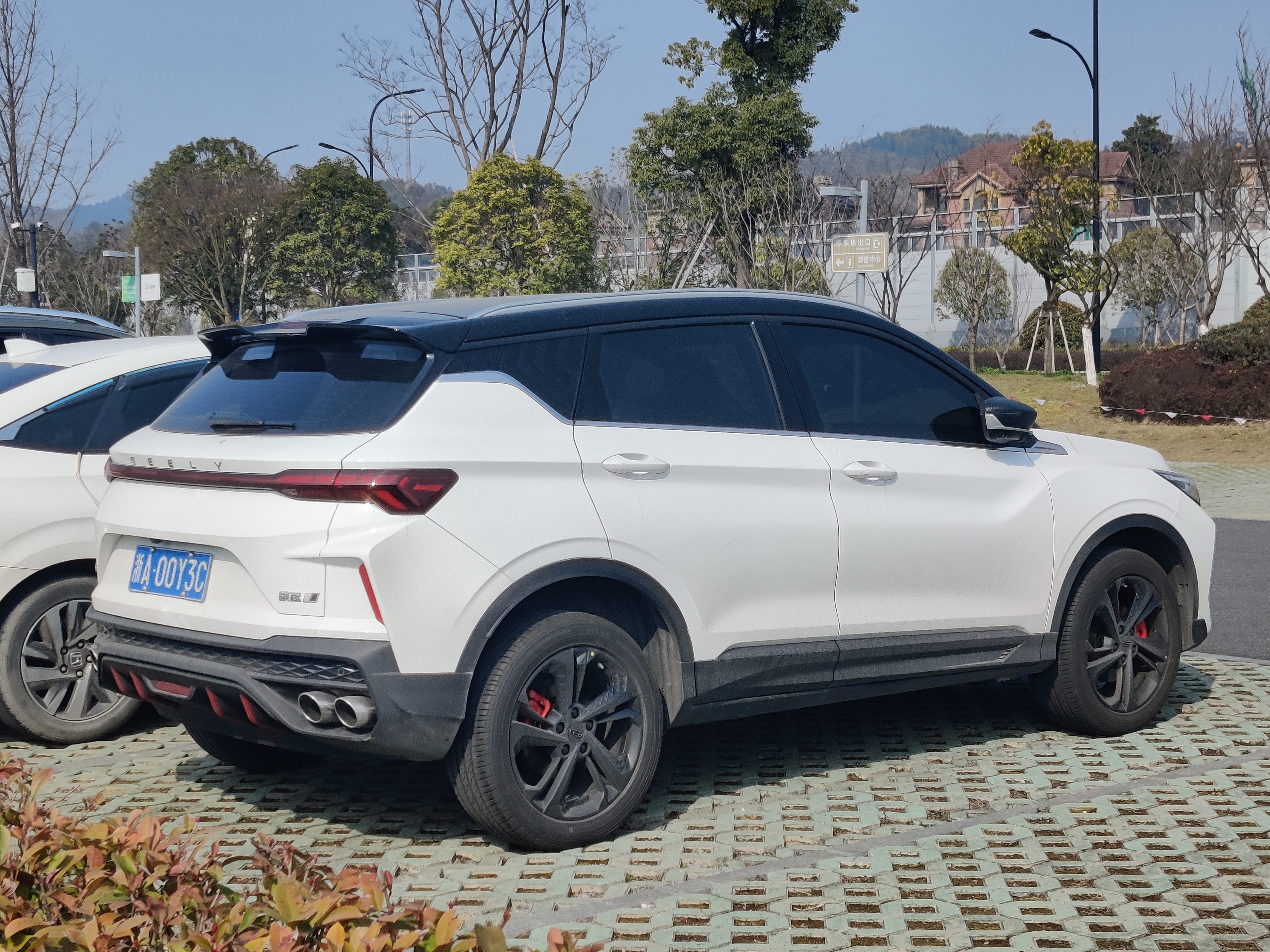
Geely Binyue Cool (seit 2022)

## Technik
Das SUV ist das erste Fahrzeug, das auf der modularen BMA-Plattform des Geely-Konzerns vorgestellt wurde. Diese Plattform ist unterhalb der CMA-Plattform positioniert, die Geely gemeinsam mit Volvo entwickelte. Auch die im August 2018 eingeführte Limousine Geely Binrui nutzt die BMA-Plattform.

## Technische Daten
Zum Marktstart Ende Oktober 2018 standen für den Wagen zwei Dreizylinder-Ottomotoren zur Auswahl. Der schwächere 1,0-Liter-Motor hat ausschließlich ein 6-Gang-Schaltgetriebe, der stärkere 1,5-Liter-Motor, der auch im Lynk & Co 02 und im Volvo XC40 zum Einsatz kommt, ist nur mit einem 7-Stufen-Doppelkupplungsgetriebe erhältlich.
Die im Mai 2019 vorgestellte Plug-in-Hybrid-Variante hat ebenfalls den 1,5-Liter-Ottomotor sowie einen 60 kW (82 PS) starken Elektromotor. Die Systemleistung des Fahrzeugs gibt Geely mit 190 kW (258 PS) und die elektrische Reichweite mit 62 km an. Dieser Antrieb kommt auch im Geely GL PHEV zum Einsatz.
Im April 2020 löste ein 1,4-Liter-Ottomotor mit vier Zylindern den 1,0-Liter-Ottomotor ab.
|                                             | 200T                         | 240T                             | 260T                           | 260T Mild-Hybrid               | PHEV                           | 1.5                         | Cool 1.5 TD                    |
| Bauzeitraum                                 | 10/2018–04/2020              | seit 04/2020                     | 10/2018–08/2022                | 05/2019–08/2022                | 05/2019–01/2023                | seit 07/2024                | seit 08/2022                   |
| Motorkenndaten                              |                              |                                  |                                |                                |                                |                             |                                |
| Motortyp                                    | R3-Ottomotor                 | R4-Ottomotor                     | R3-Ottomotor                   | R3-Ottomotor + Elektromotor    | R3-Ottomotor + Elektromotor    | R4-Ottomotor                | R4-Ottomotor                   |
| Motoraufladung                              | Turbolader                   | Turbolader                       | Turbolader                     | Turbolader                     | Turbolader                     | —                           | Turbolader                     |
| Hubraum                                     | 998 cm³                      | 1398 cm³                         | 1477 cm³                       | 1477 cm³                       | 1477 cm³                       | 1499 cm³                    | 1499 cm³                       |
| max. Leistung Verbrennungsmotor bei min−1   | 100 kW (136 PS) bei 6000/min | 104 kW (141 PS) bei 5200/min     | 130 kW (177 PS) bei 5500/min   | 130 kW (177 PS) bei 5500/min   | 130 kW (177 PS) bei 5500/min   | 93 kW (126 PS) bei 6300/min | 133 kW (181 PS) bei 5500/min   |
| max. Leistung Elektromotor                  | —                            | —                                | —                              | 10 kW (14 PS)                  | 60 kW (82 PS)                  | —                           | —                              |
| max. Systemleistung                         | —                            | —                                | —                              | 140 kW (190 PS)                | 190 kW (258 PS)                | —                           | —                              |
| max. Drehmoment bei min−1                   | 205 Nm bei 2000–3000/min     | 235 Nm bei 1600–4000/min         | 255 Nm bei 1500–4000/min       | 255 Nm bei 1500–4000/min       | 255 Nm bei 1500–4000/min       | 152 Nm bei 4000–5000/min    | 290 Nm bei 2000–3500/min       |
| max. Drehmoment Elektromotor                | —                            | —                                | —                              | 45 Nm                          | 160 Nm                         | —                           | —                              |
| max. Systemdrehmoment                       | —                            | —                                | —                              | 300 Nm                         | 415 Nm                         | —                           | —                              |
| Kraftübertragung                            |                              |                                  |                                |                                |                                |                             |                                |
| Antrieb, serienmäßig                        | Vorderradantrieb             | Vorderradantrieb                 | Vorderradantrieb               | Vorderradantrieb               | Vorderradantrieb               | Vorderradantrieb            | Vorderradantrieb               |
| Getriebe, serienmäßig                       | 6-Gang-Schaltgetriebe        | 6-Gang-Schaltgetriebe            | 7-Gang-Doppelkupplungsgetriebe | 7-Gang-Doppelkupplungsgetriebe | 7-Gang-Doppelkupplungsgetriebe | 5-Gang-Schaltgetriebe       | 7-Gang-Doppelkupplungsgetriebe |
| Getriebe, optional                          | —                            | (6-Gang-Doppelkupplungsgetriebe) | —                              | —                              | —                              | (Stufenloses Getriebe)      | —                              |
| Messwerte                                   |                              |                                  |                                |                                |                                |                             |                                |
| Höchstgeschwindigkeit                       | 195 km/h                     | 190 km/h                         | 195 km/h                       | k. A.                          | 210 km/h                       | 175 km/h (170 km/h)         | 200 km/h                       |
| Beschleunigung, 0–100 km/h                  | k. A.                        | k. A.                            | 7,9 s                          | k. A.                          | 6,9 s                          | k. A.                       | 7,6 s                          |
| Kraftstoffverbrauch auf 100 km (kombiniert) | 5,3 l Super                  | 6,1 l Super (6,3 l Super)        | 6,1 l Super                    | 5,5 l Super                    | 1,2–1,4 l Super                | 6,5 l Super (6,9 l Super)   | 5,8 l Super                    |
| Tankinhalt                                  | 45 l                         | 45 l                             | 45 l                           | k. A.                          | k. A.                          | 45 l                        | 45 l                           |